# 볼프강 쉬셀
볼프강 쉬셀(독일어: Wolfgang Schüssel [ˈvɔlfɡaŋ ˈʃʏsəl][*], 1945년 6월 7일 ~ , 빈)은 오스트리아의 정치인이다. 소속 정당은 오스트리아 국민당이다. 2000년 2월 4일부터 2007년 1월 11일까지 오스트리아의 연방수상을 역임했다.
1968년 빈 대학교에서 법학과 박사 학위를 받았다. 1968년부터 1975년까지 오스트리아 국민당의 원내교섭단체 비서를 역임했으며 1975년부터 1991년까지 오스트리아 국민당의 산하 기구인 오스트리아 비즈니스 연합을 역임했다. 1989년 8월 24일부터 1995년 5월 4일까지 오스트리아 재무부 장관을 역임했고 1995년 5월 4일부터 2000년 2월 4일까지 오스트리아 외무부 장관 겸 부수상을 역임했다.
1999년에 실시된 오스트리아 국민의회 선거에서 오스트리아 국민당은 오스트리아 사회민주당, 오스트리아 자유당에 밀려 3위에 그쳤다. 2000년 2월 4일에는 극우파 정당인 오스트리아 자유당과의 연정을 구성하면서 오스트리아의 연방수상에 취임했다.
수상 임기 초반에는 유럽 연합 회원국과의 갈등을 빚기도 했지만 2002년에 실시된 국민의회 선거에서 오스트리아 국민당이 승리하면서 단독 정부를 구성했다. 2006년에 실시된 국민의회 선거에서 오스트리아 사회민주당이 승리하자 수상 자리에서 사임했다.